# Messier 3
Messier 3 (també conegut com a M3 o NGC 5272) és un cúmul globular situat a la constel·lació de Llebrers. Va ser descobert per Charles Messier el 1764.
Al voltant del 1784 XVIII William Herschel va estudiar el cúmul amb el seu gran reflector resolvent que estava format per milers d'estrelles, entre la magnitud 13 i la 16, que s'apinyaven en el seu centre. Lord Rosse, amb el seu gran telescopi reflector, va poder notar les alineacions d'estrelles més externes (les famoses potes d'aranya formades per alineacions estel·lars, també molt notòries en M13) així com localitzar algunes petites taques o pegats foscos, aglomeracions de pols situades davant del cúmul (més pròxims a la Terra), projectats sobre el cos d'estrelles.
Aquest cúmul és un dels més grans i brillants: segons càlculs recents es compon de prop de 500.000 estrelles, encara que la seva massa és pròxima a les 800.000 masses solars (això es deu al fet que una part de les seves estrelles no són visibles ni amb grans telescopis, per haver-se transformat en estrelles del tipus nana blanca i estrelles de neutrons).
La seva velocitat radial és igual a -147.1 km/s: s'aproxima a la Terra a més de 529.500 km/h, combinació del seu moviment orbital al voltant del nucli de la Via Làctia i el del mateix Sol. Si el Sol estigués situat a la distància del cúmul, la nostra estrella diürna lluiria amb magnitud 22.5ª aproximadament, el que la faria només visible amb telescopis professionals.
Es troba a uns 33.900 anys llum de la Terra. M3 té una magnitud aparent de 6,2, sent visible a ull nu amb bones condicions meteorològiques en nits de Lluna nova 
Vist amb un telescopi modest, el cúmul s'observa amb gran detall com una "bola de neu", on cada floc és una estrella (del tipus gegant vermella); a partir dels 150-200 mm d'obertura és factible resoldre les seves components més externes.
Conté 274 estrelles variables del tipus RR Lyrae i Cefeida, a més d'algunes gegants vermelles de llarg període; les primeres van ser descobertes fotogràficament en 1895 per Pickering i Bailey, des dels Estats Units. Entre els seus astres més brillants està V154, una estrella variable Cefeida, estrella variable W Virginis, que oscil·la entre les magnituds 12.1 i 13.7 (en banda V) amb un període de 15.2842 dies: és assequible a equips d'afeccionats dotats de càmera CCD. Les estrelles RR Lyrae presenten lluentors pròximes a la magnitud 15.5.
Entre les seves variables més brillant, del tipus gegant vermella, l'afeccionat pot observar a V95 (magnitud 12.36), que pulsa amb un període de 102 dies o V225 (magnitud 12.73) que varia en 73 dies.